# Arena Nacional de Ginástica
Arena Nacional de Ginástica é uma arena localizada na cidade de Baku, Azerbaijão. O local é utilizado principalmente para eventos de ginásticas rítmica e artística.

## Visão geral
O projeto arquitetônico foi desenvolvido pela Broadway Malyan. A Arena tem capacidade de 5.000 a 9.000 lugares, dependendo do tamanho e da natureza do evento que será realizado. Sua construção foi concluída em fevereiro de 2014, sendo oficialmente aberta pelo então presidente do Azerbaijão, Ilham Aliyev em abril do mesmo ano. O primeiro evento internacional que a arena recebeu foi o 30º Campeonato Europeu de Ginástica Rítmica, em junho de 2014.
É a casa da Federação de Ginástica do Azerbaijão.